# Cercando...
Cercando... è il secondo album in studio dei Kina, pubblicato nel 1986.

## Tracce
1. R.R. Bar – 2:54
2. Il confine – 2:13
3. Automi – 2:52
4. Nel tunnel – 2:25
5. (!?!) – 1:09
6. Sabbie mobili – 2:29
7. E intanto... – 3:47
8. ...Cercando... – 2:18
9. Stanotte... visioni di morte – 8:21

## Formazione
- Giampiero Capra - voce e basso
- Sergio Milani - voce e batteria
- Alberto Ventrella - voce e chitarra